# Argentyna na Zimowych Igrzyskach Olimpijskich 1948
Argentynę na Zimowych Igrzyskach Olimpijskich 1948 reprezentowało 9 sportowców w dwóch dyscyplinach. Nie zdobyli oni żadnego medalu.

## Bobsleje

### Mężczyźni
| Osada | Zawodnicy                       | Konkurencja | Ślizg 1 | Ślizg 1 | Ślizg 2 | Ślizg 2 | Ślizg 3 | Ślizg 3 | Ślizg 4 | Ślizg 4 | Łącznie | Łącznie |
| Osada | Zawodnicy                       | Konkurencja | Czas    | Miejsce | Czas    | Miejsce | Czas    | Miejsce | Czas    | Miejsce | Czas    | Miejsce |
| ----- | ------------------------------- | ----------- | ------- | ------- | ------- | ------- | ------- | ------- | ------- | ------- | ------- | ------- |
| ARG-1 | Marcelo de Ridder Héctor Tomasi | Dwójki      | 1:29,2  | 16      | 1:28,5  | 16      | 1:27,8  | 15      | 1:27,3  | 15      | 5:52,8  | 15      |

| Osada | Zawodnicy                                                        | Konkurencja | Ślizg 1 | Ślizg 1 | Ślizg 2 | Ślizg 2 | Ślizg 3 | Ślizg 3 | Ślizg 4 | Ślizg 4 | Łącznie | Łącznie |
| Osada | Zawodnicy                                                        | Konkurencja | Czas    | Miejsce | Czas    | Miejsce | Czas    | Miejsce | Czas    | Miejsce | Czas    | Miejsce |
| ----- | ---------------------------------------------------------------- | ----------- | ------- | ------- | ------- | ------- | ------- | ------- | ------- | ------- | ------- | ------- |
| ARG-1 | Justo del Carril Salvador Correa Marcelo de Ridder Héctor Tomasi | Czwórki     | 1:20,5  | 12      | 1:23,4  | 12      | 1:24,5  | 12      | 1:24,5  | 10      | 5:32,9  | 12      |

## Narciarstwo alpejskie

### Mężczyźni
| Zawodnik          | Konkurencja | Wyścig 1       | Wyścig 1 | Wyścig 2 | Wyścig 2 | Łącznie | Łącznie |
| Zawodnik          | Konkurencja | Czas           | Miejsce  | Czas     | Miejsce  | Czas    | Miejsce |
| ----------------- | ----------- | -------------- | -------- | -------- | -------- | ------- | ------- |
| Julio Cernuda     | Zjazd       |                |          |          |          | 4:46,4  | 95      |
| Pablo Rosenkjer   | Zjazd       |                |          |          |          | 4:36,2  | 93      |
| Gino de Pellegrín | Zjazd       |                |          |          |          | 4:25,2  | 91      |
| Otto Jung         | Zjazd       |                |          |          |          | 4:09,3  | 85      |
| Luis de Ridder    | Zjazd       |                |          |          |          | 3:50,2  | 68      |
| Justo del Carril  | Zjazd       |                |          |          |          | 3:46,2  | 63      |
| Otto Jung         | Slalom      | 1:54,1         | 56       | 1:21,6   | 46       | 3:15,7  | 53      |
| Pablo Rosenkjer   | Slalom      | 1:53,7 (+0:05) | 55       | 1:34,2   | 55       | 3:27,9  | 56      |
| Luis de Ridder    | Slalom      | 1:32,2         | 44       | 1:20,2   | 41       | 2:52,4  | 42      |
| Gino de Pellegrín | Slalom      | 1:29,8         | 40       | 1:23,5   | 47       | 2:53,3  | 43      |

Kombinacja mężczyzn
| Zawodnik          | Slalom | Slalom | Slalom  | Łącznie (zjazd + slalom) | Łącznie (zjazd + slalom) |
| Zawodnik          | Czas 1 | Czas 2 | Miejsce | Punkty                   | Miejsce                  |
| ----------------- | ------ | ------ | ------- | ------------------------ | ------------------------ |
| Luis de Ridder    | 2:46,3 | 1:20,9 | 67      | 80,11                    | 63                       |
| Pablo Rosenkjer   | 1:45,3 | 1:34,6 | 59      | 84,62                    | 64                       |
| Otto Jung         | 1:45,2 | 1:26,1 | 55      | 66,05                    | 56                       |
| Gino de Pellegrín | 1:40,8 | 1:27,2 | 50      | 73,29                    | 60                       |